# Somalia ai Giochi olimpici
La Somalia ha partecipato per la prima volta ai Giochi olimpici nel 1972.
Gli atleti somali non hanno mai vinto medaglie ai Giochi olimpici estivi, né hanno mai partecipato ai Giochi olimpici invernali.
Il Comitato Olimpico Somalo, creato nel 1959, venne riconosciuto dal CIO nel 1972.

## Medaglieri

### Medaglie alle Olimpiadi estive
| Giochi              | Oro              | Argento          | Bronzo           | Totale           |
| ------------------- | ---------------- | ---------------- | ---------------- | ---------------- |
| Monaco 1972         | 0                | 0                | 0                | 0                |
| Montreal 1976       | non partecipante | non partecipante | non partecipante | non partecipante |
| Mosca 1980          | non partecipante | non partecipante | non partecipante | non partecipante |
| Los Angeles 1984    | 0                | 0                | 0                | 0                |
| Seoul 1988          | 0                | 0                | 0                | 0                |
| Barcellona 1992     | non partecipante | non partecipante | non partecipante | non partecipante |
| Atlanta 1996        | 0                | 0                | 0                | 0                |
| Sydney 2000         | 0                | 0                | 0                | 0                |
| Atene 2004          | 0                | 0                | 0                | 0                |
| Pechino 2008        | 0                | 0                | 0                | 0                |
| Londra 2012         | 0                | 0                | 0                | 0                |
| Rio de Janeiro 2016 | 0                | 0                | 0                | 0                |
| Tokyo 2020          | 0                | 0                | 0                | 0                |
| Parigi 2024         | 0                | 0                | 0                | 0                |
| Totale              | 0                | 0                | 0                | 0                |